# Молодіжна збірна Нової Зеландії з хокею із шайбою
Молодіжна збірна Нової Зеландії з хокею із шайбою (англ. New Zealand men's national junior ice hockey team) — національна молодіжна збірна команда Нової Зеландії, складена з гравців віком не більше 20 років, яка представляє свою країну на міжнародних змаганнях з хокею із шайбою. Управління збірною здійснюється Новозеландською хокейною федерацією.

## Історія
Молодіжна збірна Нової Зеландії дебютувала на чемпіонаті світу серед молодіжних команд у 2004 році проти збірної Туреччини, перемогли 3:2. У наступному році Нова Зеландія отримала підвищення у класі, посівши друге місце у третьому дивізіоні. На чемпіонаті 2006 року новозеландці зазнали найбільшої поразки від збірної Нідерландів 0:19. Покинувши другий дивізіон збірна з Нової Зеландії виступаєу третьому дивізіоні. На чемпіонаті світу 2008 року здобули найбільшу перемогу в історії над збірною Туреччиною 20:1. У 2009 році збірна не брала участі у чемпіонаті. З чемпіонату 2010 року збірна поновила виступи на чемпіонатах світу. У 2012 вони посіли третє місце, матчі чемпіонату проходили у Данідіні (Нова Зеландія).

## Результати на чемпіонатах світу
- 2004 – Закінчили на 6-му місці (Дивізіон III)
- 2005 – Закінчили на 2-му місці (Дивізіон III)
- 2006 – Закінчили на 6-му місці (Дивізіон II Група «А»)
- 2007 – Закінчили на 3-му місці (Дивізіон III)
- 2008 – Закінчили на 1-му місці (Дивізіон III)
- 2010 – Закінчили на 4-му місці (Дивізіон III)
- 2011 – Закінчили на 5-му місці (Дивізіон III)
- 2012 – Закінчили на 3-му місці (Дивізіон III)
- 2013 – Закінчили на 3-му місці (Дивізіон III)
- 2014 – Закінчили на 2-му місці (Дивізіон III)
- 2015 – Закінчили на 2-му місці (Дивізіон III)
- 2016 – Закінчили на 3-му місці (Дивізіон III)
- 2017 – Закінчили на 4-му місці (Дивізіон III)
- 2018 – Закінчили на 6-му місці (Дивізіон III)
- 2019 – Закінчили на 8-му місці (Дивізіон III)
- 2020 – Закінчили на 6-му місці (Дивізіон III)
- 2021 – Турніри дивізіонів I, II та III скасовано через пандемію COVID 19.
- 2023 – Закінчили на 5-му місці (Дивізіон III)
- 2024 – Закінчили на 2-му місці (Дивізіон ІІІА)
- 2025 – Закінчили на 1-му місці (Дивізіон ІІІА)